# Кобург (район)
Кобург (нім. Coburg) — район у Німеччині, у складі округу Верхня Франконія федеральної землі Баварія. Районний центр — місто Кобург, яке адміністративно до складу району не входить.

## Населення
Населення району становить 86 571 осіб (станом на 31 грудня 2020).

## Адміністративний поділ
Район складається з 4 міст (нім. Städte) та 13 громад (нім. Gemeinden):
| Міста 1. Бад-Родах (6375) 2. Зеслах (3949) 3. Нойштадт-бай-Кобург (14995) 4. Реденталь (13082) Об'єднання громад 1. Груб-ам-Форст (Груб-ам-Форст та Нідерфюльбах) | Громади 1. Агорн (4089) 2. Вайдгаузен-бай-Кобург (3146) 3. Вайтрамсдорф (5120) 4. Дерфлес-Есбах (3551) 5. Гросгайрат (2647) 6. Груб-ам-Форст (2809) 7. Еберсдорф-бай-Кобург (6120) 8. Зоннефельд (4608) 9. Іцгрунд (2288) 10. Лаутерталь (4412) 11. Медер (3670) 12. Нідерфюльбах (1511) 13. Унтерзімау (4199) |

Дані про населення наведені станом на 31 грудня 2020.